# Zaovine
Zaovine (izvirno srbsko Заовине) je naselje v Srbiji, ki upravno spada pod Občino Bajina Bašta; slednja pa je del Zlatiborskega upravnega okraja.

## Demografija
V naselju živi 410 polnoletnih prebivalcev, pri čemer je njihova povprečna starost 56,5 let (52,7 pri moških in 60,0 pri ženskah). Naselje ima 193 gospodinjstev, pri čemer je povprečno število članov na gospodinjstvo 2,29.
To naselje je popolnoma srbsko (glede na rezultate popisa iz leta 2002).
|  |

| Demografija | Demografija     | Demografija     |
| Leto        | Št. prebivalcev | Št. prebivalcev |
| ----------- | --------------- | --------------- |
|             |                 |                 |
|             |                 |                 |
|             |                 |                 |
|             |                 |                 |
| 1948        | 1715            |                 |
| 1953        | 1688            |                 |
| 1961        | 1532            |                 |
| 1971        | 1290            |                 |
| 1981        | 1106            |                 |
| 1991        | 649             | 648             |
| 2002        | 442             | 442             |
|             |                 |                 |

| Etnična sestava po popisu iz leta 2002 | Etnična sestava po popisu iz leta 2002 | Etnična sestava po popisu iz leta 2002 | Etnična sestava po popisu iz leta 2002 | Etnična sestava po popisu iz leta 2002 |
| -------------------------------------- | -------------------------------------- | -------------------------------------- | -------------------------------------- | -------------------------------------- |
| Srbi                                   | Srbi                                   |                                        | 442                                    | 100,0%                                 |
| Neznano                                | Neznano                                |                                        | 0                                      | 0,0%                                   |